# Waldemar Eißfeld
Waldemar Wilhelm Eißfeld (* 27. Dezember 1908 in Leipzig; † 11. April 1982 in Peine) war ein deutscher SS-Angehöriger, Kriminalangestellter der Gestapo und Leiter des Judenreferats Thüringen-Mitte.

## Leben
Nach dem Abschluss seiner Schulausbildung erlernte er den Beruf des Finanzkaufmanns und wurde Bankbeamter in Ronneburg. Im Jahre 1933 trat er der SS bei, am 1. Juli 1937 beantragte er die Aufnahme in die NSDAP und wurde rückwirkend zum 1. Mai desselben Jahres aufgenommen (Mitgliedsnummer 5.101.683). 1939 wurde Eißfeld notdienstverpflichtet als Kriminalangestellter der Staatspolizeistelle Weimar. Ab 1942 war er bei der Abteilung III (Abwehr) der Staatspolizei (Stapo) als Kraftfahrer tätig. Danach rückte er zum Sachbearbeiter im sogenannten Judenreferat auf, das 1942 nach Erfurt verlegt wurde.
Der Dienstsitz der regionalen Gestapo war das Zentrum, zu dem die Judentransporte der umliegenden Städte und Gemeinden zusammengeführt wurden, um diese dann mit dem Transport der Deutschen Reichsbahn in die Vernichtungslager zu schicken. Dabei war Eißfeld auch oft als persönlicher Transportführer tätig. Mehrere Betroffene, meist Angehörige der Opfer, charakterisierten Eißfeld als einen brutalen, von Judenhass erfüllten Beamten, der seine Verhöre als Folterpraxis ausführte. Neben Beleidigungen und Demütigungen hat er seinen Opfern Schläge zugefügt und Zähne ausgeschlagen.
Vor dem Eintreffen der US-amerikanischen Truppen setzte sich Eißfeld in die spätere amerikanische Besatzungszone ab, wo er verhaftet und in verschiedenen Lagern interniert wurde. Am 22. September 1947 verurteilte die Spruchkammer des Internierungslagers Darmstadt den früheren Gestapo-Kommissar zu zehn Jahren Zuchthaus und einer Anzahl von Nebenstrafen, da er dringend verdächtig sei, Verbrechen gegen die Menschlichkeit begangen zu haben. Eißfeld wurde danach einem deutschen Gericht zugeführt.
Am 25. Oktober 1954 sprach das Darmstädter Schwurgericht Eißfeld (zusammen mit Heinrich Lorenz) als Beschuldigte, während der nationalsozialistischen Diktatur an Massendeportationen jüdischer Bürger maßgeblich beteiligt gewesen zu sein, wegen Mangels an Beweisen frei. Nach weiteren Verfahren wegen Freiheitsberaubung und Körperverletzung im Amt wurde er 1961 zu einer Freiheitsstrafe verurteilt. Antreten musste er sie nicht, weil ihm die Untersuchungshaft angerechnet und die Reststrafe zur Bewährung ausgesetzt wurde.
Über sein weiteres Lebensschicksal wurde bisher nichts bekannt.